# Naomi Wolf
Naomi  Wolf (San Francisco, 12 de noviembre de 1962) es una escritora estadounidense, consultora política y teórica de la conspiración. Con la publicación de su obra El mito de la belleza se convirtió en una de las principales representantes de la que sería conocida como la tercera ola del feminismo.

## Biografía
Naomi Wolf nació en San Francisco en una familia judía. Su madre es Deborah Goleman, antropóloga y autora de The Lesbian Community. Su padre es el escritor Leonard Wolf, autor de novelas góticas de terror. Estudió literatura inglesa en la Universidad de Yale y trabajó en la Universidad de Oxford. Estuvo casada con el periodista y colaborador de Bill Clinton, David Shipley, con el que tuvo dos hijos.

## Obras

### The Beauty Myth
A principios de los años noventa, Wolf consiguió fama internacional como representante de la tercera ola del feminismo como resultado del éxito de su primer libro El mito de la belleza (en inglés: The Beauty Myth: How Images of Beauty Are Used Against Women), que llegó a convertirse en un superventas internacional.
En el libro, argumenta que el concepto de "belleza" como un valor normativo es construido por completo socialmente y que el patriarcado determina el contenido de esa construcción con el objetivo de reproducir su hegemonía.
Wolf postula la idea de una "dama de hierro" (iron-maiden), un estándar intrínsecamente inalcanzable que se utiliza para castigar a las mujeres física y psicológicamente por su fracaso a la hora de alcanzarlo y adaptarse a él. Wolf crítica la moda y las industrias de belleza como instrumentos de explotación de la mujer, pero afirma que el mito de la belleza se extiende a otra áreas de la sociedad. Wolf escribe que las mujeres deberían tener "la posibilidad de hacer lo que deseen con sus caras y cuerpos sin ser castigadas por una ideología que usa actitudes, presión económica e, incluso, sentencias judiciales sobre la apariencia de las mujeres para minarlas sicológica y politícamente". Wolf defiende que las mujeres son atacadas por el "mito de la belleza" en cinco áreas: trabajo, religión, sexo, violencia y hambre.

### The End of America

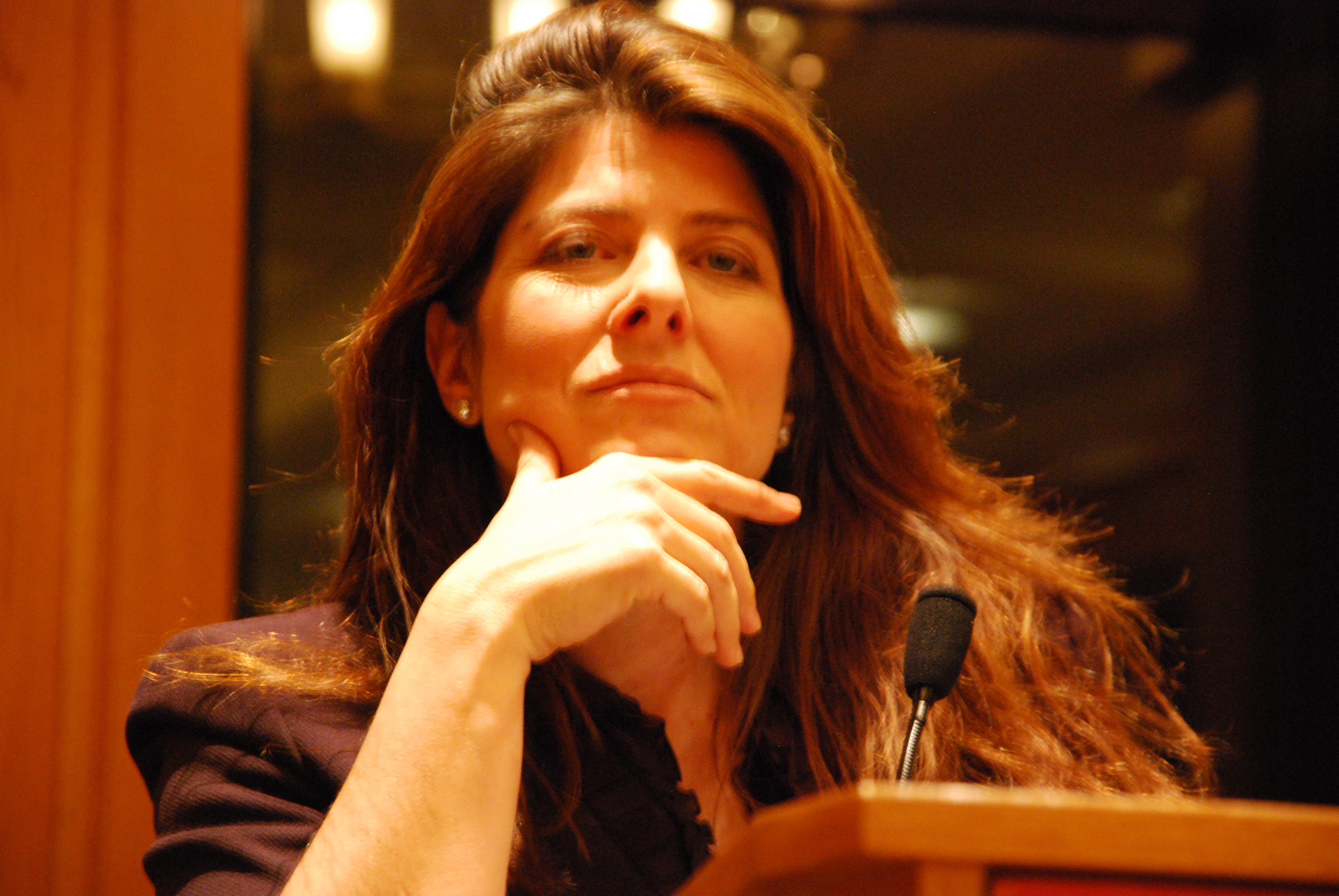
Naomi Wolf en una conferencia en la Brooklyn Law School, 29 de enero de 2009

En su obra The End of America: A Letter of Warning to a Young Patriot, Wolf realiza un análisis histórico del origen del fascismo perfilando los diez pasos necesarios para que un grupo (o un gobierno) destruya el carácter democrático de una nación o un estado y subvierta el orden de libertad previamente existente.  
1. Invocación de un enemigo terrorífico interno o externo.
2. Creación de prisiones secretas donde llevar a cabo torturas.
3. Desarrollo de una casta o fuerza paramilitar no responsable ante los ciudadanos.
4. Establecimiento de un sistema de vigilancia interno.
5. Hostigamiento de grupos de ciudadanos.
6. Puesta en práctica de detenciones y liberaciones arbitrarias.
7. Tomar como objetivo individuos claves.
8. Control de la prensa.
9. Considerar a los disidentes políticos como traidores.
10. Suspensión del imperio de la ley.[7]

El libro detalla como esta pauta fue puesta en práctica en la Alemania nazi, la Italia fascista, y otros lugares, y analiza su emergencia y aplicación en la política de Estados Unidos posterior a los ataques del 11 de septiembre.
The End of America fue adaptado para la pantalla como un documental por Annie Sundberg y Ricki Stern. Fue estrenado en el Hamptons International Film Festival el 27 de octubre de 2008. End of America recibió crítica favorables del New York Times por Stephen Holden así como en Variety Magazine.

## Arresto de 2011
El 20 de octubre de 2011, Wolf fue arrestada en Nueva York durante las protestas conocidas como Ocupa Wall Street. Fue retenida en custodia durante una hora.